# Irem
Irem, Iram, często określany jako Irem o tysiącu filarów (arab. إرَم ذات العماد Iramu ḏāt al-`imād) – legendarne zaginione miasto w Arabii. Mieszkańcami Iremu byli ludzie z plemienia 'Ad.
Według Koranu (11:50-60; 89:6-8) Iram został zniszczony przez Boga ze względu na grzechy jego mieszkańców. 
„Iram” jest również imieniem wodza Edomitów w biblijnej Księdze Rodzaju. Imiona w genealogiach Starego Testamentu są zazwyczaj nazwami ludów lub krain.